# Кливланд (Њујорк)
Кливланд (енгл. Cleveland) град је у америчкој савезној држави Њујорк.

## Демографија
По попису из 2010. године број становника је 750, што је 8 (-1,1%) становника мање него 2000. године.
| Група             | 2000.       | 2010.       |
| Белци             | 752 (99,2%) | 725 (96,7%) |
| Афроамериканци    | 1 (0,1%)    | 3 (0,4%)    |
| Азијати           | 0 (0,0%)    | 7 (0,9%)    |
| Хиспаноамериканци | 2 (0,3%)    | 9 (1,2%)    |
| Укупно            | 758         | 750         |